# Coelaenomenodera gestroi
Coelaenomenodera gestroi es un coleóptero de la familia Chrysomelidae.
Fue descrita científicamente en 1915 por Achard.